# Royal Pioneer
Royal Pioneer is een historisch merk van motorfietsen.
Amerikaans motormerk dat alleen in 1909 en 1910 motorfietsen bouwde. Het waren bijzondere machines met vier twist grips en de uitlaatgassen werden afgevoerd door het frame.